# 答里麻
答里麻（1279年—14世纪），元朝大臣。高昌哈剌火州（今新疆吐鲁番）人，益都路达鲁花赤撒吉思之孙。
早年入宿卫。大德十一年（1307年），任御药院达鲁花赤，迁回回药物院，佥湖北、山南两道廉访司事，拜监察御史。和亦怜真等人上奏弹劾丞相铁木迭儿专权贪肆，风纪大振。擢升为河东道廉访副使。为济宁路总管时，兴学劝农。至治元年（1321年），因铁木迭儿复相，辞官。次年，改燕南道廉访副使，平冤狱，正纲纪。泰定元年（1324年），任福建廉访使。历任浙江廉访使、上都同知留守。元文宗即位，迁淮东廉访使。至顺元年（1330年）召拜刑部尚书。元统元年（1333年），升辽阳行省参知政事。元统三年（1335年），为山东廉访使，在山东参与镇压农民起义军。后来担任大都路留守。至正六年（1346年），升河南行省右丞，改翰林学士承旨。次年，转任陕西行台中丞，时年六十九岁。致仕后，召商议中书平章政事，全俸终身。

## 延伸阅读
[在维基数据编辑]
 《元史·卷144》，出自宋濂《元史》